# 密花早熟禾
密花早熟禾（学名：Poa pachyantha）为禾本科早熟禾属下的一个种。